# تهوع و استفراغ شدید بارداری
تهوع و استفراغ شدید بارداری یا هایپراِمِسیس گراویداروم (انگلیسی: Hyperemesis gravidarum) عبارت است از تهوع و استفراغ شدید در یک خانم باردار، که باعث کم‌آبی بدن و تغییرات شدید در ترکیب شیمیایی بدن می‌شود. این حالت، متفاوت و بسیار جدی‌تر از حالت تهوع و گاهی استفراغ صبح‌گاهی معمول در خانم‌های آبستن است.این عارضه در حدود هفته های ۶ تا ۱۶ هفته حاملگی رخ میدهد و گاهی تا اواخر بارداری باقی می ماند.

## نشان‌های شایع
1. تهوع شدید
2. استفراغ پایدار (معمولاً ۸-۴ هفته)، ابتدا حاوی مخاط، سپس صفرا، و نهایتاً خون
3. کم آبی بدن(دهیدراتاسیون)
4. وزن نگرفتن، یا کاهش وزن به زیر وزن قبل از حاملگی
5. پوست رنگ پریده، مومی، خشک مخاط و گاهی زرد
6. تند شدن ضربان قلب
7. سردرد، گیجی یا خواب‌آلودگی و بی‌حالی
8. کاهش فشار خون
9. کتواسیدوز
10. آلکالوز و هیپوکالمی
11. نکروز بافت کبدی و کلیوی
12. فقدان ویتامین ب و پلی‌نوریت و انسفالوپاتی
13. کاهش ویتامین ث و اسید فولیک
14. افزایش هموگلوبین، هماتوکریت
15. برهم خوردن تعادل الکترولیتها (سدیم،پتاسیم وروی)

## دلایل
علل این بیماری ناشناخته است. اما رایج‌ترین فرضیه‌ها عبارتند از:
1. حاملگی دوقلو یا چند قلو، که باعث تولید مقادیر زیادی از هورمون گنادوتروپین جفتی می‌شود.
2. التهاب لوزالمعده
3. بیماری مجاری صفراوی
4. عوامل روانی مثل افسردگی یا پاسخ نامناسب و ناکافی به استرس
5. بیماری تیرویید
6. کم شدن حرکات دودی معده و روده
7. عفونت ها
8. حاملگی مولار

## تشخیص بالینی
تشخیص بالینی را بر اساس تاریخچه بیمار ، یافته های فیزیکی و علائم بالینی قرار می دهند.

## تشخیص پاراکلینیکی
1. تست های ادراری (دفع کتون)
2. تست های خون (افزایش هموگلوبین و هماتوکریت)
3. الکترولیتها(کاهش پتاسیم)

## درمان
1. NPO تصحیح دهیدراتاسیون و اختلالات اب و الکترولیت ها و اسیدوز یا آلکالوز
2. بازکردن راه وریدی ، سرم درمانی و آب‌درمانی
3. تجویز مقدار کافی سدیم، پتاسیم،کلر،لاکتات یا بی‌کربنات، گلوکز
4. مصرف داروهای ضد تهوع: پیریدوکسین، مشتقات فنوتیازین مانند:پرومتازین، کلرپرومازین، پروکلرپرازین
5. تزریق وریدی متوکلوپرامید در موارد شدید

## تشخیص های افتراقی
التهاب مثانه، پانکراتیت، هپاتیت، زخم گوارشی، پیلونفریت و کبد چرب حاملگی، آپاندیسیت

## مراقبت پرستاری
1. حمایت روحی و روانی بیمار
2. کنترل جذب و دفع مایعات جهت سنجش عملکرد کلیوی
3. توصیه به بیمار جهت اجتناب از مصرف غذت های چرب و پرادویه
4. دوری از بوی غذا در حال طبخ
5. خوردن غذاهای خشک، سبک و سرشار از کربوهیدرات به مقدار کم و دفعات زیاد
6. اجتناب از خوردن مایعات حین غذا
7. کنترل وزن بیمار